# 코닉세그 CC8S
코닉세그 CC8S(스웨덴어: Koenigsegg CC8S)는 코닉세그의 스포츠카로 2002년에 코닉세그 CC 모델의 후속으로 출시되었다. 6대 한정생산을 목표로 제작된 차량으로 그 중 2대는 우측 핸들로 제작되었다.
2000년에 파리 모터쇼에서 출시되었고 이후 제네바 모터쇼를 통해 최초로 인도되었다.

## 같이 보기
- 코닉세그 CC850